# Anisodes heterospila
Anisodes heterospila là một loài bướm đêm trong họ Geometridae.